# Dozent
Ein Dozent (im 18. Jahrhundert entlehnt von lateinisch docens, Partizip Präsens zu docere, „lehren, unterrichten“) ist eine Person, die an Hochschulen und Bildungsinstituten des Tertiär- oder Quartärbereichs unterrichtet bzw. lehrt.

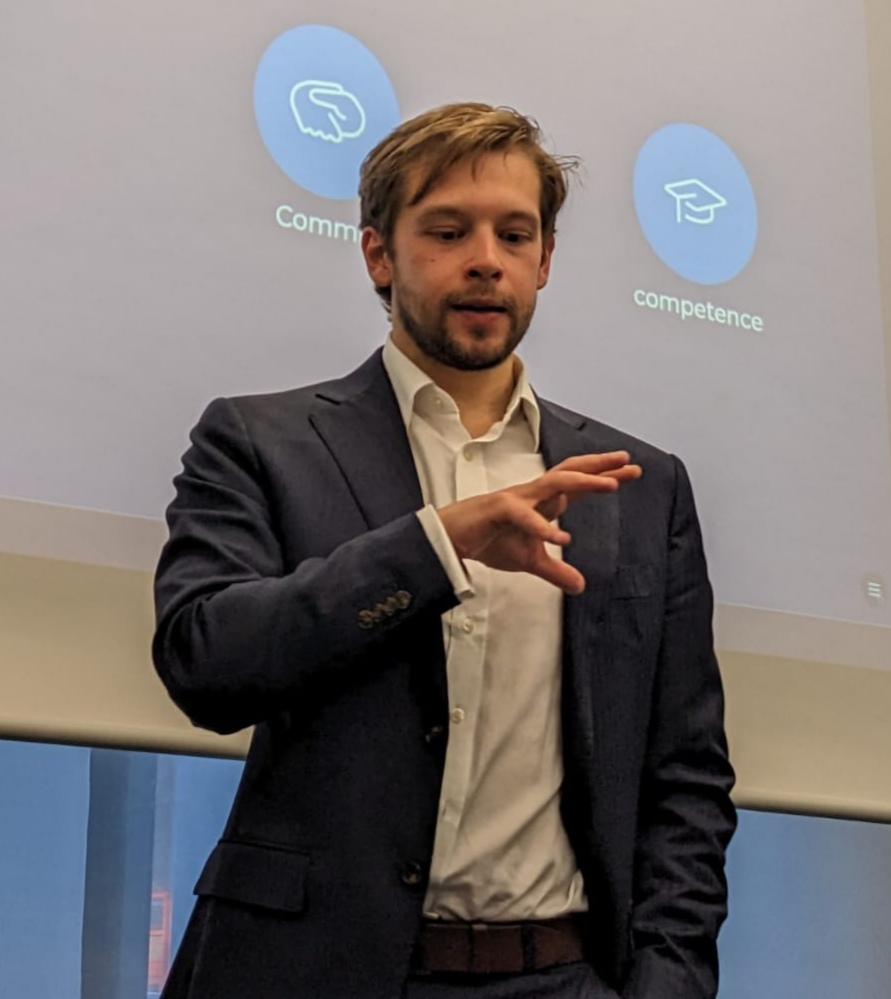
Ein Dozent der Erwachsenenbildung referiert

## Dozenten an Hochschulen

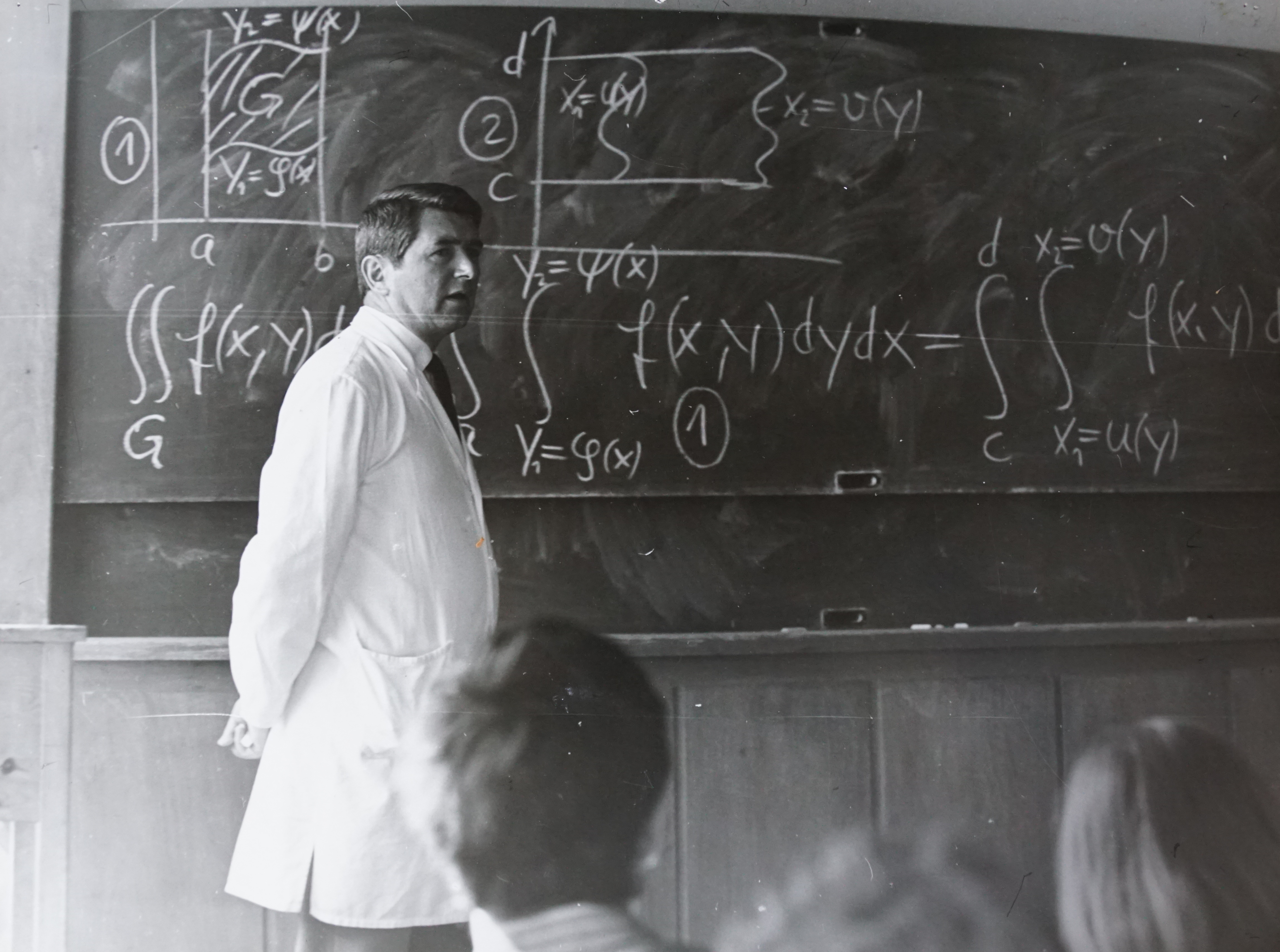
Dozent an einer Hochschule

Dozenten an Hochschulen sind oft selbstständige Hochschullehrer oder gehören (bis auf den Professor) dem akademischen Mittelbau an.
Zu den Dozenten an Hochschulen zählen vor allem
- Professoren
- Privatdozenten
- wissenschaftliche Mitarbeiter
- Lehrbeauftragte
- Lehrkräfte für besondere Aufgaben

Ihre Lehrrechte und -pflichten unterscheiden sich von Fach zu Fach, von Hochschule zu Hochschule und von Land zu Land. Von den Universitäten und Ländern hängt auch ab, ob es weitere Arten von Dozenten an Hochschulen gibt. Privatdozenten sind meist habilitierte wissenschaftliche Mitarbeiter oder Lehrbeauftragte, die keine Professur bekleiden. Habilitierte Wissenschaftler verfügen meistens (nicht automatisch) über die venia legendi für ihr Fachgebiet.
An Schweizer Hochschulen ist Dozent die übliche Amtsbezeichnung für Hochschullehrer in Lehre und Forschung; die Bezeichnung Professor ist ein Ehrentitel und wird verliehen. Dozenten an Schweizer Hochschulen unterscheiden sich nach hauptamtlichen Dozenten mit Vollzeitstelle und nebenamtlichen Dozenten mit Teilzeitstelle.
In der DDR gab es ordentliche Dozenten, die unbefristet angestellte Mitarbeiter der Universität bzw. Hochschule waren und in der Regel habilitiert waren. Sie waren im Besitz der Lehrbefähigung. Außerordentliche Dozenten waren keine Mitarbeiter der Hochschule, sondern arbeiteten in Betrieben oder Forschungseinrichtungen, wurden aber aufgrund ihrer Kenntnisse mit Lehraufgaben beauftragt.

## Dozenten außerhalb von Hochschulen
Dozenten, die außerhalb von Hochschulen tätig sind, arbeiten entweder für Berufskammern,
Fachakademien bzw. Fachschulen, Berufsakademien, Verwaltungs- und Wirtschaftsakademien oder bei privaten Bildungsträgern und als Volkshochschullehrer. Die hierfür erforderlichen Kenntnisse haben sie nicht notwendigerweise im Hochschulbereich gesammelt. Oft unterrichten Praktiker aus Unternehmen oder Führungskräfte auch ohne Lehrausbildung. Vor allem im Bereich der Kunst, bei Sprachausbildungen oder im Rahmen von technischen Ausbildungen kommen oft Meister, erfahrene Künstler oder Dozenten mit besonderer Lebenserfahrung zum Einsatz.
Deutschland
Für Dozententätigkeiten, die von der Bundesagentur für Arbeit über private Bildungsträger abgerechnet werden, wird grundsätzlich eine Ausbildereignungsprüfung verlangt. Im Allgemeinen haben Dozenten an privaten Bildungseinrichtungen, an denen qualifizierte Abschlussprüfungen abgelegt werden (z. B. bei Umschulungen), eine höhere Qualifikation als Volkshochschuldozenten in freien Seminaren. Mitunter sind dort jedoch auch hochqualifizierte Spezialisten tätig, die freie Kapazitäten nutzen, um neue Seminarinhalte oder -formen auszuprobieren.
Freiberufliche Dozenten werden im Sozialversicherungsrecht als „Selbständige Lehrer“ geführt und sind damit gemäß SGB VI voll rentenversicherungspflichtig. Innerhalb von drei Monaten nach Aufnahme dieser Tätigkeit muss man sich selbständig beim Rentenversicherungsträger anmelden und erhält in der Regel einen Beitragsbescheid. Die Einkünfte (abzgl. Betriebsausgaben) werden mit dem vollen RV-Satz verbeitragt. Die Beiträge können rückwirkend für vier Jahre berechnet und erhoben werden. Es gibt Ausnahmen, z. B. wenn die Tätigkeit nicht mehr als 6240 € pro Jahr erwirtschaftet und somit die Geringfügigkeitsgrenze nicht überschritten wird,  oder gleichzeitig eine Arbeitgeberfunktion ausgeführt wird.
Eine Krankenversicherungspflicht ist vorgeschrieben, und jeder Selbständige muss sich krankenversichern. Dies geschieht über eine freiwillige Krankenversicherungspflicht (entweder über eine gesetzliche oder eine private KV).

## Dozenten in Litauen
Der Dozent (docentas) in Litauen ist eine pädagogische Amtsbezeichnung und ein Titel für einen Hochschullehrer mit wissenschaftlichem Abschluss (Promotion). Den Titel eines Dozenten vergibt der Senat der Hochschule an Wissenschaftler oder anerkannte Künstler, die die Position des Dozenten die volle Amtszeit (5 Jahre) besetzten. Während der Amtszeit ist es erforderlich, dass zumindest ein wissenschaftlicher Artikel in einer Zeitschrift aus der Liste der internationalen wissenschaftlichen Journals veröffentlicht wird. Es muss auch eine wissenschaftliche Monographie oder ein Lehrbuch für Hochschulen oder einige methodologische Mittel hergestellt werden.

## Dozenten in den nordischen Ländern
In Dänemark und Norwegen war Dozent traditionell ein Titel für einen Akademiker mit einem Rang zwischen einem ordentlichen Professor und einem außerordentlichen Professor, und direkt mit dem britischen Rang Reader vergleichbar. Der Titel wurde 1972 in Dänemark abgeschafft, wurde aber nach 1990 teilweise wiederbelebt. Alle Dozenten in Norwegen erhielten 1985 den Titel eines ordentlichen Professors.
Der Titel Dozent wird auch in Finnland (dosentti auf Finnisch bzw. docent auf Schwedisch) und Schweden (docent) verwendet, ist aber im Gegensatz zu Dänemark und Norwegen jedoch keine eigentliche Stellung, sondern mit der deutschen Habilitation vergleichbar.